# Єврейська громада Лодзі
Єврейська громада в Лодзі — єврейська громада, що базується в Лодзі, що охоплює центральну частину Польщі. Комуна є членом Союзу єврейських релігійних громад. Після догляду за комуною є дві діючі синагоги (Синагога на Поморській вулиці та Рейхерська синагога), а також нове єврейське кладовище та інші об'єкти ззовні Лоді, вилучені згідно з Законом 1997 року про реституцію єврейської власності.
У муніципалітеті функціонує Єврейське інформаційне бюро, Бейт Мідрас (Будинок науки) "Даркі Ноам", гостьовий будинок "Лінат Орхім", похоронне братство "хевра Кадиша", братство "Бікур Чолим", кошерна їдальня та міква.
У комуні є також офіс рабина Лодзі Давіда Шиховського та єврейський "дитячий садок" "Матанель".

## Історія
Невідомо, коли саме почалося єврейське поселення в Лодзі, але перша знахідка — з 1718 року і в 1775 р. Зафіксовано, що існує ряд сімей, які займаються різними професіями, такими як: бармени та орендарі пізніше кілька разів згадували, що в місті є євреї за різних обставин. Половина єврейських жителів походила з сіл, розташованих навколо Лодзь, інша частина — з навколишніх міст, а інші євреї — з далеких міст та з Росії. У період з 1718 по 1818 р. Євреї Лодзь складали близько третини жителів міста, але більшість були бідними. У 1825 році в Лодзь запросили німецьких експертів, щоб допомогти індустріалізувати місто. Німці підписали контракт під назвою "контракт Загреза", який також мав обмеження щодо євреїв. Євреям потрібно було жити в південній частині міста і переїхати до гетто протягом двох років, за винятком двох сімей, які отримали дозвіл на проживання в іншій частині міста. 
У 1836 р. Євреї почали брати активну участь в економіці міста, Крім того, цього року освічені євреї приїхали до міста, що борються за демонтаж гетто і досягли успіху жити у другій частині міста як особи в різних районах. У 1840 р. Влада зрозуміла, що межі гетто потрібно розширити, оскільки кількість єврейських жителів у місті перевищує 1350, але цей план не був затверджений. Євреї зв’язалися з російським уповноваженим і попросили офіційних "ретроактивних прав", які були надані через 20 років, коли в місті вже було 5500 євреїв. Хоча затвердження та розширення мікрорайону все ще було людно, і муніципалітет не дозволяв більше євреїв приїжджати до міста та виганяти євреїв, які не були постійними. У 1848 році, після революції лібералізації, російський імператор видав наказ про те, що євреї могли жити за межами гетто за умови, що вони мають золоті 9000 (замість 22.00) та дотримуються інших законів, крім того, щоб мати можливість обирати російський одяг та німецький одяг. 
У період з 1858 по 1862 р. До міста переїхала низка родин. Гетто також поперемінно розширювалося та зменшувалося, всередині гетто була велика щільність та відсутність каналізації та основної інфраструктури. Кінець гетто та різні обмеження щодо євреїв були у 1862 р., Якщо реформа, ініційована князем Вайлопольським, ліберальна конституція - емансипація для всіх жителів Польщі, а потім гетто та євреїв також були звільнені від «договору Зігразу» та німецького опікуна. На початку реформи поляки та німці бойкотували євреїв, які орендували будинки та вилучали їх із загальної криниці, але згодом зрозуміли, що співпраця з євреями є фінансово доцільною. В основному євреї сиділи в центральній Лодзі, де також був своєрідний єврейський характер. Євреї, які менше сиділи в центральній Лодзі, більше стосувалися німців та поляків. Після скасування гетто відбулася велика зміна євреїв. Старі дерев’яні будинки зникли, а крім освічених були споруджені грандіозні кам’яні будинки, а торговці переїхали на більш віддалені вулиці та налагодили торгівлю покоління. У цей період між освіченими та послідовниками сталися війни між старим та новим. У 1870 році в Лодзі було близько 10 000 євреїв, а в 1897 році — близько 98 000 євреїв.
На початку Другої світової війни в Лодзі проживало близько 233 000 євреїв, приблизно третина населення міста. 1 вересня 1939 р. Німецькі армії вторглись у Польщу, і багато євреїв втекли до Варшави, південної Польщі та територій, переданих Радам у східній Польщі (за угодою Ріббентропа Молотова). Євреї втекли з Лодзі до травня 1940 р. Німці вторглись у Лодзь 8 вересня 1939 р., А місто було приєднано до складу Рейху. У жовтні 1939 р. Німці розпустили громадський комітет на чолі з Лейбом Мінцбергом і призначили Хаїма Мордехая Румковського "старійшиною євреїв". Німці незабаром розібрали раду, що Мордехай Махтар та його члени були відправлені в концтабір Радогоща в листопаді, і було створено тіло при Гестапо та "Старійшині євреїв" - Юденрат на чолі з Мордехаєм Ромоковським, правління Ромоковського було абсолютним і він контролював усі сфери життя: поліцію, економіку, економіку, І культура. Він є одним із тих суперечливих глав Юденрата через майже повну співпрацю з нацистами та жорстокість по відношенню до євреїв, деякі стверджують, що він це зробив, бо вважав, що цитуючи німців, він може врятувати більше євреїв. У грудні гітлерівці евакуювали євреїв із центру міста та утримували німців на їх місці, після чого вони депортували тисячі євреїв до генерал-губернатора. У січні 1940 р. Залишилося єврейське населення в Лодзі повинно було зосередитися на старому місті в районі Берлотті.

### Гетто Лодзь
Гетто було офіційно розмежоване 8 лютого 1940 року і було першим зведеним гітлерівцями, а останнє - знищеним. Його площа становила менше 4 квадратних кілометрів, на більшості вулиць не було каналізації.Для прискорення переходу до нацистського гетто 1 березня було здійснено погром, під час якого було вбито багато євреїв, а 30 квітня гетто було закрито на 164 000 євреїв. Мешканці гетто страждали від голоду, і незабаром жителі залишилися без засобів до існування, що призвело до демонстрацій та заворушень, ситуація дещо покращилася після створення виробничих заводів для потреб Німеччини. У серпні 1942 року 91 фабрика гетто працювала близько 78 000 робітників. Близько 15 000 людей були відправлені до трудових таборів, з них лише кілька повернулися, і протягом багатьох років були періоди, коли німці приносили залишки від різних громад у гетто, що збільшувало Мешканці страждали від умов голоду, переповнення та санітарії, які спричинили епідемії, тиф та туберкульоз, а Румковський створив мережу, розроблену для задоволення потреб населення між 1940 та 1942 роками, очолював 7 лікарень, п’ять аптек, відділ освіти з 47 школами, Продовольчий відділ, відділ добробуту, будинки для старих людей, гуртожитки, суди, в'язниці тощо. Єврейська поліція підтримувала порядок у гетто, але передала депортацію та вербування на примусові роботи і навіть конфіскувала єврейське майно, дехто, хто виступав проти Румковського. У вересні 1940 р. Сіоністами була створена організація "Фронт пустельного покоління", яка діяла, поки мене не знайшли в 1942 році; Працював на фабриках, включаючи дітей віком від 8 років.